# جی. لوید اسپنسر
جی. لوید اسپنسر (به انگلیسی: George Lloyd Spencer) سناتور سابق عضو حزب دموکرات ایالات متحده آمریکا بود. وی در سال ۱۹۴۱ تا ۱۹۴۳ میلادی سناتور ایالت آرکانزاس در سنای ایالات متحده آمریکا بود.